# Gewerbeaußendienst
Der Gewerbeaußendienst (GAD) der Polizei Berlin ist ein deutschlandweit einmaliges vollzugspolizeiliches Dezernat zur Gewerbeüberwachung und gehört seit 1994 zum Landeskriminalamt Berlin. Hauptaufgabe ist die Verfolgung von Straftaten und Ordnungswidrigkeiten mit Gewerbebezug.
Im Land Bremen gab es einen nicht zum Polizeivollzugsdienst gehörigen Gewerbeaußendienst des Stadtamtes der Stadtgemeinde Bremen, der „Kontrollen von Gewerbebetrieben im Bereich des Jugendschutzes, des Nichtraucherschutzes, bei Lärmbeschwerden etc.“ vornahm. Das Stadtamt als zentrale Dienstleistungsbehörde für die Stadtgemeinde Bremen und der dortige Gewerbeaußendienst (Referat 20: Gewerbeangelegenheiten, Abteilung 2: Gewerbe- und Ordnungsangelegenheiten) wurden 2017 aufgelöst.

## Die Überwachung von Gewerbebetrieben in Berlin
Die Überwachung von Gewerbebetrieben auf die Einhaltung der für sie gültigen Rechtsvorschriften obliegt in Berlin zu einem großen Teil dem Gewerbeaußendienst der Kriminalpolizei (GAD). Die zentralen und örtlichen Kommissariate überprüfen ohne vorherige Ankündigung Gewerbebetriebe mit speziell ausgebildeten Mitarbeitern, die hierfür mit weit reichenden Befugnissen ausgestattet sind. Dabei festgestellte Straftaten und Ordnungswidrigkeiten werden abschließend bearbeitet und der Staatsanwaltschaft oder Amtsanwaltschaft bzw. den Ordnungsbehörden zur Ahndung übersandt. Nicht selten führen die Ermittlungen des GAD auch zu Gewerbeuntersagungen oder zum Entzug spezieller Gewerbeerlaubnisse. Neben der Überwachung von Gewerbebetrieben und dem Aufspüren illegaler Gewerbeaktivitäten, obliegt dem Gewerbeaußendienst darüber hinaus auch die Bearbeitung spezieller Umwelt- und wirtschaftsbezogener Vermögensdelikte, wie zum Beispiel überregionale Warenbetrugsdelikte, betrügerische Haustürgeschäfte, Schneeballsysteme, Glücksspieldelikte, illegale Abfallentsorgung oder Vergehen gegen das Urheber- und Wettbewerbsrecht. Der Gewerbeaußendienst ist eine polizeiliche Ermittlungsbehörde – nicht zu verwechseln mit den Diensten der Wirtschafts- oder Gewerbeämtern bzw. Ordnungsämter der Stadtbezirke, die für die Erlaubnisse und Gewerbeanzeigen von Gewerbetreibenden, für Bußgeldbescheide und für Gewerbeuntersagungen zuständig sind – oder den Verbraucherverbänden, deren Aufgabe die Information und Durchsetzung von zivilen Rechtsansprüchen der Verbraucher ist.
Für Steuerprüfungen in den Unternehmen sind weiterhin die Finanzämter zuständig. Einfuhrhandelsprüfungen und Außenwirtschaftsprüfungen werden durch Prüfer des zuständigen Hauptzollamtes durchgeführt. Diese Prüfungen obliegen nicht der Landespolizeibehörde.

## Die Entwicklung der Gewerbeüberwachung in Berlin

### Gewerbepolizei
Die ersten rechtlich normierten gewerberechtlichen Kontrollen bei den arbeitenden und gewerbetreibenden Klassen der städtischen und ländlichen Bevölkerung erfolgten ab 1848 durch die „Gewerbepolizei“, die schon zu damaliger Zeit im Interesse der Allgemeinheit Gewerbebetriebe überwachte. Die Kontrollen des damals vorherrschenden Marktlebens erfolgten durch die Schutzmannschaften und konzentrierten sich auf die Lebensmittelhändler und die Schlachtereien, auf Tabak- und Spiritushändler, Unternehmer von Tanz- und Fechtschulen, Turn- und Badeanstalten, Schauspielunternehmen, auf Pfandleiher und Trödler, auf Gast- und Schankwirtschaften und Musiker sowie auf das öffentliche Transportwesen.
Der als kommunalpolitischer Reformer bekannte Polizeipräsident von Berlin, Karl Ludwig Friedrich von Hinckeldey (1848–1856) begründete 1848 die Gewerbepolizei, nachdem er es leid war, sich viele fehlerhafte Dienstgänge seiner fleißigen Schutzmannsgarde auf dem Gebiet der Marktüberwachung vorhalten lassen zu müssen. Die Beamten der Gewerbepolizei wurden seitdem speziell auf ihre Aufgaben vorbereitet. Die Gewerbepolizei unterstand zunächst dem preußischen Ministerium des Innern, wurde jedoch nur kurze Zeit später dem gerade neu gegründeten Ministerium für Handel, Gewerbe und öffentliche Arbeiten unterstellt. Diese Umstrukturierung erfüllte aber nicht den erwarteten Erfolg, denn die politische Zielrichtung des Ministeriums das Wirtschaftsleben zu fördern ließ sich schon damals nicht mit den einschneidenden polizeilichen und justiziellen Eingriffen in die Gewerbebereiche vereinen. 1858 sorgte zudem ein öffentlicher Skandal, ausgelöst durch einen hohen Beamten des Ministeriums für Handel und Gewerbe, der den Verkauf verdorbenen Schweinefleisches durch den Betrieb seines Enkels duldete, für die mit einem „allerhöchsten Erlass“ des Prinzen von Preußen angeordnete Rücküberweisung der Gewerbepolizei an das Ministerium des Innern. Die Gewerbepolizei gliederte sich ab 1858 in vier überörtliche Fachhauptmannschaften. Die Marktpolizei führte die Aufsicht über die Vielzahl der verschiedenen Märkte Berlins, kontrollierte Lebensmittel und den Spirituosenhandel, inspizierte die Lagerhäuser und prüfte Maße und Gewichte. Die neu eingerichtete Sittenpolizei beaufsichtigte die „der Prostitution verfallenen Frauenzimmer“, deren 22 Schlafstellen in der Stadt und erteilte ihnen gegen Gebühr Standscheine. Die Strom- und Schifffahrtspolizei kontrollierte neben dem Schiffsverkehr die knapp 400 Ausladestellen und Lagerhäuser an den Wasserwegen der Stadt und das öffentliche Fuhrwesen als vierte Fachhauptmannschaft erteilte Fuhrlegitimationen für Kutscher, inspizierte die Halteplätze und kontrollierte die 1.000 Droschken, 45 Pferdeomnibusse, 495 Torwagen und 140 Nachtdroschken, die zu dieser Zeit die Verkehrswege Berlins gewerblich befuhren. Die Dienstaufsicht über die Gewerbepolizei übte ein Oberst der Schutzmannschaft als Kommandeur aus. Zur Jahrhundertwende entwickelte sich dann ein „Außendienst“ bei den Berliner Polizeibezirksämtern, der ab 1918 seinen Dienst überwiegend in bürgerlicher Kleidung versah. Die Aufgaben der ehemals vier Hauptmannschaften wurden nunmehr in den einzelnen Bezirken wahrgenommen.
Der Begriff „Gewerbeaußendienst“ (Abkürzung „GAD“) entstand in den 1920er Jahren, in denen rund 200 Beamte ihren Dienst unter dem Kommando der Schutzpolizei versahen. Und diese Beamten bekamen immer mehr zu tun: Sparvereine, Betrüger, Zuhälter und sonstiges Gewerbegesindel entwickelten immer wieder neue Ideen und fanden immer wieder neue Möglichkeiten sich zu bereichern, sich den Abgabenlasten zu entziehen und Bürger aufs Kreuz zu legen. Mit uniformierten Beamten kam man da nicht mehr weiter, und so stieg die Zahl der Einsätze und auch die Informationen der Geheimpolizei wurden immer nützlicher.

### Gewerbeaußendienst
Am 20. Oktober 1934 wurde der Gewerbeaußendienst (GAD) als besondere Dienststelle beim Polizeipräsidium eingerichtet. Dies wurde beschlossen „mit der Rücksichtnahme auf die Vielzahl gesetzlicher Bestimmungen und der erforderlichen fachlichen Ausbildung und Spezialisierung der Beamten“. Neben den GAD-Stellen in den Bezirken wurde eine zentrale Dienststelle in der Magazinstraße 3–5 eingerichtet, die neben wenigen Ermittlungen vorwiegend Informations- und Koordinationsaufgaben wahrnahm. Der Leiter des Gewerbeaußendienstes war ein Hauptmann der Schutzpolizei, und die bezirklichen Dienststellen des Gewerbeaußendienstes erhielten die Stellung von Gewerbepolizeirevieren. Die Zuständigkeiten hatten im Laufe der Zeit zugenommen und so erfolgten neben den bekannten Kontrollen auch Kontrollen von Bierdruckleitungen, Spül- und Trinkgefäßen in Schankbetrieben, Überprüfungen von Wanderlagern und Versteigerern sowie Prüfungen zum Gewicht und der Kennzeichnung des Brotes in den Herstellungs- und Verkaufsstellen. Zusätzlich überwacht wurde der Überlandverkehr mit Kraftfahrzeugen, die Bewachungsunternehmen, die Reiseveranstalter. Zur Bekämpfung der Schwarzarbeit und zum Schutz der Arbeitskräfte, erfolgten Kontrollen von Lohn- und Arbeitsverträgen in Gewerbebetrieben und es erfolgten Kontrollen zur Einhaltung der Höchstarbeitszeiten. Der GAD erhielt ferner die Aufgabe, Waffenhändler und Sprengstoffhändler zu kontrollieren sowie die Aufsicht über die Ziehungen der Privatlotterien in Berlin. Außerdem erledigte er die Sonderermittlungen in Sachen unzulässiger Müllbeseitigung und des Vogel-, Wild- und Naturschutzes.
Während der Zeit des Nationalsozialismus wurden die Zuständigkeiten der Berliner Polizeibehörde insgesamt stark eingeschränkt. Der Machtergreifung durch die Nationalsozialisten folgte die Entmachtung des Polizeipräsidiums und alle überörtlichen Funktionen wurden auf Reichsinstitutionen übertragen, die den SS-Angehörigen unterstanden. Bis in die ortspolizeilichen Aufgabenbereiche konnte ab Kriegsbeginn der höhere SS- und Polizeiführer Spree, zuständig für das Gebiet des Wehrkreis III (Landespolizeibezirk Berlin und Provinz Brandenburg), eingreifen. Für den Gewerbeaußendienst blieben die bis dato vorhandenen Dienstanweisungen und Aufgaben allerdings auch nach dem politischen Umbruch erhalten und sie nahmen an Umfang zu. Einschnitte in die Kontrollfunktionen des GAD gab es nicht. Auf das interdisziplinäre Spezialwissen des Gewerbeaußendienstes konnte man – insbesondere im Hinblick auf die Gewährleistung einer funktionierenden Kriegswirtschaft – nicht mehr verzichten, und es gab erste Überlegungen zur Einrichtung von ähnlichen Polizeieinrichtungen im gesamten Reichsgebiet. In der Reichshauptstadt wurde der GAD nach und nach personell verstärkt und umorganisiert. Er wurde nunmehr in mehrere zentrale und dezentrale Arbeitsgebiete gegliedert. Der Kommandeur des GAD, der zunächst 300 Beamte führte, bestimmte die Anzahl der Arbeitsgebiete nach dienstlichen Erfordernissen. Mehrere Arbeitsgebiete und eine Geschäftsstelle bildeten die Zentralstelle GAD. Zur regionalen Überwachung wurden 7 GAD Stellen und 21 GAD Stützpunkte eingerichtet.
Zu den Aufgaben der GAD Stellen zählte die Ahndung gewerberechtlicher Verstöße, die Lebensmittelüberwachung, die Prüfung von Handfeuerwaffen auf Beschusszeichen, die Überwachung der Bewachungsunternehmen und Waffenhändlern, die Prüfung des Gewichts von Brot- und Backwaren, die Bearbeitung der Preisüberwachungsvorgänge und die Bearbeitung von Kriegswirtschaftsvorgängen für die Polizeiämter. Die Aufgaben der GAD Stützpunkte die den GAD Stellen zuarbeiteten, beschränkte sich auf die Entgegennahme von Beschwerden und die ersten Ermittlungen zu Verstößen gegen kriegswirtschaftliche Bestimmungen. Während des Zweiten Weltkrieges versahen dann rund 550 Beamte ihren Dienst beim GAD. Der Dienst wurde in bürgerlicher Kleidung verrichtet, wenn nicht ausdrücklich die vorhandene Uniform angeordnet wurde.
Nach dem Zweiten Weltkrieg wurde die Berliner Polizei im Juli 1945 in Schutz-, Kriminal- und Verwaltungspolizei gegliedert. Die Aufgaben der Verwaltungspolizei, bei der am Stichtag 15. September 1945 insgesamt 1386 Frauen und Männer beschäftigt waren, wurden anfangs im Wesentlichen in sieben Abteilungen des Polizeipräsidiums durchgeführt, darunter auch die Fremdenpolizei, die Verkehrspolizei, die Gesundheitspolizei und die Gewerbepolizei mit dem Gewerbeaußendienst. Der GAD wurde der Verwaltungspolizei angegliedert und die Beamten führten noch bis 1966 Verwaltungsdienstgrade, hatten aber polizeiliche Vollzugsbefugnisse. Im Dezember 1946 erfolgte die Aufteilung Berlins in 20 Polizeiinspektionen, denen auch Dienststellen der Verwaltungspolizei zugeteilt wurden. Neben einer GAD-Zentrale mit sechs Sachgebieten wurden in jeder Polizeiinspektion GAD-Stellen eingerichtet. Nach der Teilung Berlins verblieben die zentralen Dienststellen sowie 12 GAD-Stellen mit insgesamt 120 Beamten. Seit Mitte der sechziger Jahre erfolgte dann die schrittweise Angliederung des GAD an die Kriminalpolizei. Mit der schrittweisen Integration in die Kriminalpolizei stand dem GAD nunmehr die gesamte Logistik der Polizei zur Verfügung, und die Schutz- und Kriminalpolizei profitierte für ihre Aufgaben von den weit reichenden gewerberechtlichen Befugnissen des GAD.
In der DDR wurden die Handelsbetriebe und Gaststätten (Konsum und HO), die Dienstleistungs- und Produktionsbetriebe, sowie die wenigen privaten Betriebe durch eigene Kontrollorgane überwacht. Die Registrierung und Überwachung erfolgte ausschließlich auf kommunaler Ebene (Räte der Stadtbezirke) und das Kontrollorgan war die Arbeiter-und-Bauern-Inspektion (ABI), die Straftaten gegen geltendes Umweltrecht und strafbare Handlungen aus Pflichtverletzungen von Betriebsleitern verfolgte. Viele der mit der wirtschaftlichen Entwicklung und den wirtschaftlichen Verhältnissen in der Bundesrepublik Deutschland zusammenhängenden Straftaten und Ordnungswidrigkeiten, waren in der DDR wegen der sozialistischen Gesellschaftsordnung nicht denkbar.
Im Westteil Berlins wurde die GAD Leitung im Jahr 1971 einem Volljuristen übertragen (höherer Dienst) und der Stellenplan des GAD wurde dem der Kripo voll angeglichen (70 % A9 (S) und 30 % A8). Im Zuge der Polizeireform im Westteil der Stadt wurde 1974 das Referat G der Direktion Verbrechensbekämpfung beim Polizeipräsidenten in Berlin eingerichtet. Die Laufbahnverordnung für den Gewerbeaußendienst (GLVO) trat am 1. April 1974 in Kraft. Der GAD verfügte zu diesem Zeitpunkt über 146 Beamte und 20 Angestellte im Ermittlungsdienst, die in zwei Inspektionen auf insgesamt 17 Kommissariate verteilt wurden. Die Fachaufsicht über den Gewerbeaußendienst verblieb übrigens bis heute bei der Senatsverwaltung für Wirtschaft, während dem Senator für Inneres die Dienstaufsicht über diese in Deutschland einmalige Laufbahn übertragen wurde. Seitdem erfolgt die Ausbildung der angehenden Gewerbekommissare gemeinsam mit den Anwärtern der Kriminalpolizei an der Fachhochschule für Verwaltung und Rechtspflege Berlin. Die negativen Entwicklungen auf den Arbeitsmärkten und das steigende Umweltbewusstsein führten zu zwei weiteren bedeutsamen Aufgabenfeldern des GAD. Die Aufklärung von Straftaten und Ordnungswidrigkeiten im Zusammenhang mit den Kriminalitätserscheinungen der illegalen Beschäftigung und Schwarzarbeit sowie die der Umweltkriminalität. Diese Deliktsbereiche wurden wegen des unmittelbaren Gewerbezusammenhangs dem GAD übertragen, der ab 1983 die Bezeichnung Direktion Verbrechensbekämpfung Referat Umwelt- und Gewerbedelikte (Dir VB U/G) trug. Neben den zentralen Ermittlungskommissariaten existierten in allen fünf Polizeidirektionen örtliche GAD-Kommissariate. Mit den neuen Aufgaben wuchs auch die Zahl der Dienstkräfte beim Dir VB U/G, und es wurde zunehmend erforderlich, auch Angehörige der Schutz- und Kriminalpolizei im Referat zu verwenden.
Nach dem Fall der Berliner Mauer und der Wiedervereinigung Deutschlands mussten die durch das Referat U/G wahrgenommenen Ermittlungsfelder zunächst zügig auf den Ostteil der Stadt transferiert werden. Dem GAD wurden Angehörige der Volkspolizei zugeordnet, die von den Angehörigen des Gewerbeaußendienstes für ihre zukünftigen Aufgaben ausgebildet wurden. Die Freude über diese notwendige Personalaufstockung währte allerdings nicht lange, denn eine Vielzahl der dem GAD zugeteilten vormaligen Angehörigen der Volkspolizei musste in den Folgejahren wegen ihrer politischen oder dienstlichen Vergangenheit den Dienst quittieren. Zügig entwickelte sich im Ostteil der Stadt die Marktwirtschaft und damit auch die Kriminalität auf dem Wirtschafts-, Arbeits- und Umweltsektor, was neue Organisationsstrukturen erforderlich machte. Die drei Säulen des Referats VB U/G wurden getrennt. Die Bereiche Umweltdelikte, Gewerbedelikte und Arbeitsdelikte wurden mit Schaffung des Landeskriminalamtes Berlin im Jahr 1994 zunächst eigenständige Dezernate, später wieder in einem Dezernat zusammengeführt, nachdem die meisten Arbeitsdelikte vom Zoll übernommen wurden.
Im Jahr 2018 waren knapp 200 (Soll-)Planstellen (A9–A13S) für den Gewerbeaußendienst im Berliner Haushaltsplan vorgesehen; tatsächlich arbeiteten jedoch nur knapp 40 Laufbahnangehörige und weitere 40 Kriminalbeamte sowie einige Tarifbeschäftigte im Dezernat Gewerbedelikte.

## Gewerbeaußendienst heute
Dezernat 33: Gewerbekriminalität, Umwelt- und Verbraucherschutzdelikte
Stand 2022 gliedert sich das Dezernat 33 in der Abteilung LKA 3: Wirtschaftskriminalität, Korruption, Umwelt-/Verbraucherdelikte, Polizeidelikte in fünf Kommissariate. Zwei Kommissariate nehmen die Gewerbeüberwachung nach örtlichen Zuständigkeiten wahr und bearbeiten allgemeine Gewerbedelikte (LKA 331, LKA 333). Drei Kommissariate verfolgen darüber hinaus insbesondere Gewerbedelikte im Zusammenhang mit dem Sicherheitsgewerbe und Prostitutionsstätten (LKA 332), Glücksspiel (LKA 334) und anderen Gewerbebereichen wie Umweltkriminalität und Lebensmitteldelikte (LKA 335) und übernehmen in diesem Zusammenhang auch Gewerbeüberwachungsaufgaben. Laut Senatsverwaltung für Inneres und Sport waren im November 2021 im Dezernat 33 insgesamt 43 Vollzugsbeamte tätig, wobei die Anzahl Schwankungen unterliegt und nicht Vollzeitäquivalente abbildet.
Seit 2007 werden für den Gewerbeaußendienst keine Kräfte mehr ausgebildet. Anfang 2023 waren nur noch 48 Mitarbeiter (einschließlich Vollzugsbeamte) beim LKA 33.